# اصفهان نصف جهان
اصفهان نصف جهان سفرنامه‌ای به قلم صادق هدایت است.
در این کتاب، چهار نوشته از صادق هدایت به چاپ رسیده است. نخستین، «اصفهان نصف جهان» نام دارد که شرح سفر و مشاهدات صادق هدایت از اصفهان است. او در ایام تحصیل سفری چهار روزه به اصفهان می‌کند و گزارش این سفر را در قالب تکلیف درسی عرضه می‌نماید. سفرنامه با نقل خاطره‌ای از دوره تحصیل نویسنده آغاز می‌شود؛ سپس از ماجراهای بین راه سخن می‌رود. مشاهدات هدایت از خیابان چهارباغ، چهل ستون، میدان شاه، مسجد شاه، عالی قاپو، مسجد شیخ لطف‌الله، پل خواجو، مسجد جامع، مدرسه هارونیه، امامزاده اسماعیل، دارالبتی یا دارالبطیخ، محله جلفا و کلیسای آن، به‌طور کلی مردم و آداب معاشرت و مناظر دیگر شهر مطلب بعدی را تشکیل می‌دهند. دومین مطلب با عنوان «مرگ»، نوشته کوتاهی است دربارهٔ مرگ از نویسنده بلژیکی به نام «گان» که ظاهراً صادق هدایت ترجمه کرده است. دو نوشته دیگر، دو داستان کوتاه است به نام‌های «سامپینگه» و «هوس باز»
کتاب با یک خاطره از دوران دبستان نویسنده آغاز می‌شود و نگارنده به شرح سفر خود به اصفهان می‌پردازد. هدایت در نگارش خاطرات این سفر از قلم توانایش برای توصیف صحنه‌ها استفاده کرده است. سفر چند روزه‌ی هدایت به اصفهان مصادف با ایام تعطیلی تاسوعا و عاشورا بوده که در چند جای کتاب به آن اشاره شده است. وی پس از رسیدن به اصفهان در خانه‌ی یکی از دوستانش اسکان می‌یابد و به بازدید از آثار و بناهای تاریخی شهر زیبای اصفهان می‌رود و به توصیف عظمت و شکوه هنرهای مختلفی که در این اماکن مشاهده می‌کند، می‌پردازد.